# Mason Williams
Mason Douglas Williams (Abilene, Texas, 24 de agosto de 1938) es un guitarrista y compositor estadounidense, reconocido principalmente por su pieza instrumental "Classical Gas", por la que ganó tres premios Grammy en 1968. También es un escritor de comedia, realizando aportes para programas televisivos como The Smothers Brothers Comedy Hour, The Glen Campbell Goodtime Hour y Saturday Night Live. Se ha desempeñado también en el ámbito de la poesía, llegando a publicar algunos libros.

## Discografía
- (1960) Little Billy Blue Shoes/Run Come See
- (1960) Folk Music as Heard at The Gourd
- (1961) Songs of the Blue and Grey
- (1962) Away All Boats
- (1963) The Big Hootenanny
- (1963) I Am an American
- (1963) More Hootenany
- (1963) The Twelve-String Story Vol. I
- (1963) The Twelve-String Story Vol. II
- (1963) The Banjo Story
- (1963) Folk Baroque
- (1964) 5-String Banjo Greats
- (1964) Them Poems
- (1965) Introducing Jayne Heather
- (1965) Tour de Farce
- (1966) Love Are Wine/The Exciting Accident
- (1966) The Smothers Brothers Play It Straight
- (1968) Classical Gas/Baroque-a-Nova
- (1968) The Mason Williams Phonograph Record
- (1968) Classical Gas/Long Time Blues
- (1968) The Mason Williams Ear Show
- (1968) Saturday Night at the World/One-Minute Commercial
- (1969) Music
- (1969) Greensleeves/$13 Stella
- (1969) Jennifer
- (1969) The Mason Williams Listening Matter
- (1970) Handmade
- (1970) José's Piece
- (1971) Improved
- (1971) Sharepickers
- (1971) Train Ride in G/Here I Am Again
- (1978) Fresh Fish
- (1984) Of Time and Rivers Flowing
- (1987) Classical Gas — Mason Williams y Mannheim Steamroller
- (1992) Music 1968–1971
- (1992) A Gift of Song
- (1994) Rock Instrumental Classics, Vol. 2: The Sixties
- (1995) Fiddle and a Song
- (1995) Sony Disc Manufacturing Holiday Choir
- (1996) Cascadia
- (1996) Of Time and Rivers Flowing
- (2003) EP 2003: Music for the Epicurean Harkener (EP)
- (2005) Electrical Gas — Mason Williams y Zoe McCulloch
- (2006) Classical Gas – Mason Williams, Craig Einhorn
- (2006) Classical Gas – Mason Williams at the Wildish Theater
- (2008) 40th anniversary of Classical Gas
- (2009) O Christmas Three (EP)